# Mahavoky Nord
Mahavoky Nord est une commune rurale malgache située dans la région de Vatovavy.